# The English Teacher
Pour les articles homonymes, voir English Teacher (homonymie).
The English Teacher (Une drôle de prof au Québec) est un film américain réalisé par Craig Zisk, sorti en 2013.

## Synopsis
Linda Sinclair est professeur d'anglais au lycée de la petite ville de Kingston en Pennsylvanie. Elle est passionnée par son métier et est très populaire auprès de ses étudiants, mais vit seule une existence tout ce qu'il y a de plus simple. Un jour, un de ses anciens étudiants Jason Sherwood revient à Kingston, après avoir échoué en tant que dramaturge. Linda réussit à le convaincre de présenter sa pièce à l'école, alors que le père autoritaire de Jason, le Dr. Tom Sherwood, fait pression sur celui-ci pour qu'il se dirige plutôt en faculté de droits. Les complications naissent après que Linda et Jason aient couché ensemble, ce qui aura un impact sur elle, son entourage et sur la pièce de théâtre.

## Fiche technique
- Réalisation : Craig Zisk
- Scénario : Dan Chariton, Stacy Chariton
- Musique : Rob Simonsen
- Directeur de la photographie : Vanja Cernjul
- Monteur : Myron I. Kerstein
- Directeur Artistique : Michael Shaw
- Directrices du Casting : Jessica Kelly, Suzanne Smith
- Ingénieur du son : Marius Glabinski
- Supervision des Costumes : Emma Potter
- Dates de sortie : 
  - 26 avril 2013 (Tribeca Film Festival)
  - 17 mai 2013 (Los Angeles)
  - 31 mai 2013 (Canada)

## Distribution
- Julianne Moore (VQ: Marie-Andrée Corneille) : Linda Sinclair
- Michael Angarano (VQ : Philippe Martin) : Jason Sherwood
- Greg Kinnear (VQ: Antoine Durand) : Dr Tom Sherwood
- Lily Collins (VQ: Sarah-Jeanne Labrosse) : Halle Anderson
- Fiona Shaw (VQ: Élise Bertrand) : Narrateur
- Norbert Leo Butz (VQ: François L'Écuyer) : Vice Principal Phil Pelaski
- Jessica Hecht (VQ: Hélène Mondoux) : Principal Trudie Slocum
- Charlie Saxton (VQ: Gabriel Lessard) : Will
- Nathan Lane (VQ: Alain Zouvi) : Carl Kapinas
- Nikki Blonsky : Sheila Nussbaum
- Sophie Curtis : Fallon Hughes
- Alan Aisenberg (en) : Benjamin Meyer
- Sasha Almedia-Beers : Waitress
- Remy Auberjonois : Beefy Businessman
- Poonam Basu : Kirthi
- Jim Breuer : Homme narcissique
- Brynn Casey : Linda,  à 9 ans
- Marcia DeBonis : Nurse Terri
- Alexander Flores : Ed Mckee
- Alan Fox : Quarterback
- Scott Friend : Burnout
- Donnetta Lavinia Grays : Administrateur de l'hôpital
- John Hodgman : Unmotivated Man
- Kevin Hoffman : Burnout Boy
- Anthony Ippolito : Blowdried Jock
- Peter Y. Kim : Mike the Orderly
- Katie Meinholt : Linda Sinclair, jeune
- Frankie Moschetto : Jealous Nerd
- Marlee Roberts : Cheerleader Girlfriend

Source doublage VQ : Doublage.qc.ca